# Xã Guyan, Quận Gallia, Ohio
Xã Guyan (tiếng Anh: Guyan Township) là một xã thuộc quận Gallia, tiểu bang Ohio, Hoa Kỳ. Năm 2010, dân số của xã này là 1.166 người.